# گلندورا (کالیفرنیا)
گلندورا (به انگلیسی: Glendora) شهری در شهرستان لس‌آنجلس، کالیفرنیا ایالت کالیفرنیا است که در سرشماری سال ۲۰۱۰ میلادی، ۵۰۰۷۳ نفر جمعیت داشته است.